# Esőkirály (X-akták)
Az Esőkirály az X-akták c. sorozat hatodik évadjának hetedik része.

## Cselekmény
Egy kansasbeli kisvárosban, Kronerben szélsőséges időjárás tombol közel 30 éve. A polgármester úgy gondolja, hogy az aszályt a városbeli Daryl Mootz okozza, amivel tisztességtelen haszonra tesz szert: Daryl ugyanis Esőkirálynak hívja magát, és az esőcsinálásból él. A polgármester az ügy megoldásához a városba hívja Mulder és Scully ügynököt.
Az ügynökök első útja az esőcsináló irodájába vezet, de Daryl nincs bent: Nebraskába hívták. Az időjárás-jelentés szerint abban a városban éppen esik az eső. Az ügynökök felkeresik a helyi televízió meteorológusát, Holman Hartot, aki megerősíti, hogy Daryl tényleg esőt hoz. Az ügynökök erről saját szemükkel is meggyőződnek, amikor a kapatos Daryl esőcsináló produkcióját követően rövidesen elkezd szakadni az eső.
Egy éjszaka, amikor Mulder ügynök a szobájában olvasgat, egy hatalmas tehén zuhan az ágyára – az állatot egy mini tornádó kapta fel a közeli farmról. Az eset után Sheila bevallja, hogy ő a felelős a balesetért és több más időjárási rendellenességről is beszámol, melyek élete fontosabb eseményei alkalmával fordultak elő. Holman ekkor tudja meg, hogy Daryl azért karambolozott, mert részegen vezetett. Kisvártatva eláll a Daryll által csinált eső.
Scully szerint az ügy lezárult, mivel az eső elállt, és Daryllt mintegy ötvenen beperelték. Mulder azonban úgy gondolja, hogy Holman okozza a szokatlan időjárást, mivel szerelmes Sheilába. Mire Mulder ráveszi Holmant, hogy vallja be Sheilának, hogy mit érez, már késő, mert Sheila beleszeretett Mulder ügynökbe. Ezért a 20. érettségi találkozó közepette hatalmas vihar támad, melyet Holman akaratlanul idézett elő, miután meglátta, hogy Sheila és Mulder csókolóznak. Amikor Holmannak sikerül bevallania érzéseit, a vihar megszűnik, és végre Scullyék is hazarepülhetnek.

## Külső hivatkozások
- "The Rain King" by Michelle Erica Green
- Az epizódról a The X-Files Wikin (angol)